# Hubert Hahne
Hubert Hahne (n. 28 martie 1935, Moers, Germania – d. 24 aprilie 2019, Düsseldorf, Germania) a fost un pilot de Formula 1. De-a lungul carierei a luat startul în 2 curse, niciuna din pole-position. Nu a câștigat nicio cursă și nu a terminat niciodată pe podium, acumulând 0 puncte în întreaga activitate ca pilot de Formula 1.